# Kempnyia sazimai
Kempnyia sazimai är en bäcksländeart som beskrevs av Froehlich 1988. Kempnyia sazimai ingår i släktet Kempnyia och familjen jättebäcksländor. Inga underarter finns listade i Catalogue of Life.